# Nicolae Bălcescu (okręg Călărași)
Nicolae Bălcescu – wieś w Rumunii, w okręgu Călărași, w gminie Nicolae Bălcescu. W 2011 roku liczyła 1246 mieszkańców.